# L'Homme sans talent
L'Homme sans talent (無能の人, Munō no hito, littéralement « L'Homme incompétent/inutile ») est une série d'histoires en bande dessinée (manga) de Yoshiharu Tsuge publiées entre 1985 et 1986 dans la revue japonaise Comic Baku (COMICばく, Komikku baku) de Nihon Bungeisha. Elles ont été traduites en français et publiées par Ego comme X en 2004.

## Histoire
Ce manga est la mise en scène de la vie d'un homme « inutile » : il vit de petits boulots, vend des cailloux au bord d'un fleuve, retape des appareils photographiques et ne trouve nulle part l'énergie de reprendre son ancien travail de mangaka qui lui valut, par le passé, un succès d'estime.

## Éditions
Au Japon : Comic Baku (COMICばく, Komikku baku), Nihon Bungeisha, de septembre 1985 à décembre 1986.
En France :
- Ego comme X, janvier 2004  (ISBN 2-910946-34-7)[1]. Traduction de Frédéric Boilet, 224 pages, format 15 x 21 cm, sens de lecture original japonais[1].
- Réédition par Atrabile en novembre 2018.

## Analyse
L'inassouvissement des désirs, la misanthropie, la soumission et le ridicule des personnages sont dévoilés avec une intelligence aigüe ; le dessin apparemment très simple de Yoshiharu Tsuge est très juste[Interprétation personnelle ?].
Son auteur est l'un des instigateurs du manga intime et autobiographique, proche du gekiga, avec entre autres des auteurs aussi différents que Jirō Taniguchi, Kazuichi Hanawa ou Kiriko Nananan[réf. souhaitée].

## Postérité

### Film
Ce manga est adapté en film en 1991 par et avec dans le rôle-titre Naoto Takenaka. La musique est de Gontiti. Naoto Takenaka a été récompensé en 1992 du prix Blue Ribbon du meilleur acteur pour sa performance dans ce film.

### Drama
Il est adapté en drama et diffusé du 27 juillet au 3 aout 1998 sur TV Tōkyō par Rokurō Mochizuki (en), avec notamment Shō Aikawa. La musique est de Kōji Endō.

### Distinctions
L'Homme sans talent a été sélectionné pour le prix du meilleur album du Festival d'Angoulême 2005.

### Documentation
- Paul Gravett (dir.), « De 1970 à 1989 : L'Homme sans talent », dans Les 1001 BD qu'il faut avoir lues dans sa vie, Flammarion, 2012 (ISBN 2081277735), p. 484.